# Dipipanona
La Dipipanona es una droga analgésica opioide fuerte, que se utiliza para el dolor muy severo en los casos en que otros analgésicos no son adecuados, por ejemplo, cuando la morfina se indica, pero no se puede utilizar debido a que el paciente es alérgico a la morfina.

## Historia
La dipipanona sólo está disponible en Gran Bretaña combinada con ciclizina en la preparación Diconal (clorhidrato de dipipanona 10 mg, clorhidrato de ciclizina 30 mg). Diconal ha estado en uso clínico desde la década de 1950 y fue producto de abuso por los adictos desde principios de 1970, aunque es en la actualidad mucho menos favorecida como una droga de abuso de lo que era a finales de 1980. El laboratorio Amdipharm Plc, que manufacturaba el producto dejó de fabricarlo. Sólo el Grupo Glaxo sigue fabricándo la combinación de drogas con la marca Wellconal para su distribución en Sudáfrica.

## Química
Químicamente, la dipipanona pertenece a la clase de los llamados opioides 4,4-difenilheptano-3-onas. Se parece mucho a la metadona, la única diferencia estructural es que la fracción N,N-dimetil de la metadona se sustituye con un anillo de piperidina. Otros compuestos relacionados con actividad equivalente donde el anillo de piperidina ha sido sustituidos por otros grupos, incluyen el derivado de la morfolina conocido como fenadoxona, así como el correspondiente derivado de pirrolidina. El procedimiento general para la síntesis se ilustra mediante el ataque nucleófilo de difenilacetonitrilo sobre el 2-cloro-1-piperidil-propano. El aminonitrilo resultante se convierte en la cetona de etilo con bromuro de etil magnesio por medio de la cetimina que es hidrolizada por ácido acuoso frío.

## Usos
Las acciones de esta droga son similares a los de la morfina. La dipipanona no ha sido aceptada oficialmente para uso médico en los Estados Unidos, pero en otros países se utiliza como analgésico potente para condiciones tales como la cirugía y el cáncer. Algunos pacientes con cáncer prefieren esta droga para controlar el dolor. El compuesto puede controlar la tos.

## Farmacocinética
La media de la concentración plasmática máxima de la dipipanona fue de 29 ng·ml-1, el tiempo de vida media promedio de la concentración plasmática máxima fue de 1-2 h, el tiempo de vida mediade la eliminación fue de 3.5 horas. Menos del 1 % de la dosis se excreta en la orina sin cambios durante 24 h.

## Contraindicaciones
Las personas que sufren de baja actividad de la glándula tiroides o agrandamiento de la próstata, deben evitar su consumo.

## Estado legal
La dipipanona ya no está disponible en la mayoría de los países del mundo, ya sea por las leyes que prohíben su uso medicinal como en los Estados Unidos o por el descenso de la producción mientras analgésicos más modernos tomaron su cuota de mercado. Gran Bretaña, Irlanda del Norte y Sudáfrica son conocidos por seguir utilizando la sustancia, pero ya no se prescribe con frecuencia.

## Inconvenientes
La dipipanona puede causar somnolencia, por lo que los usuarios deben tener cuidado al utilizar máquinas peligrosas. Los voluntarios de un estudio experimentaron una menor atención después de tomar dipipanona, pero otros experimentos encontraron que la sustancia carece de acción sedante. Estudios demuestran que la sedación puede ocurrir cuando la dipipanona se administra junto con el antihistamínico triprolidina. La dipipanona puede causar dolor de cabeza, temblores, náuseas y vómitos, perjudicar la visión, interferir con la respiración, dificultad para orinar. Puede bajar la presión arterial y reducirse la producción de saliva. Se han reportado convulsiones. Puede ocurrir euforia. Un estudio de caso señala delirios y alucinaciones causadas por la droga. Puede ocurrir paranoia ocasionalmente. El reporte de un caso señala sobre problemas graves del colon que ocurrieron después de que alguien se inyectó tres tabletas orales disueltas de Diconal, producto combinado que contiene dipipanona el fármaco antiemético ciclizina, acompañado tres litros de cerveza. Incluso en el uso médico ordinario, sin embargo, la dipipanona puede causar estreñimiento y se supone que debe utilizarse con precaución si una persona tiene obstrucción intestinal.

## Factores de abuso
La dipipanona está relacionada con la metadona por lo que puede sustituirse por una variedad de opioides. Esa propiedad de la dipipanona le dio un papel en los programas de tratamiento de adicciones que buscan cambiar los adictos a dipipanona. Con la dipipanona puede ocurrir tolerancia y dependencia. Según se informa los toxicómanos encuentran la dipipanona más potente que la heroína, y en combinación con ciclizina, la dipipanona puede crear una oleada de placer que algunas personas la prefieren más que a la heroína. En la década de 1980, algunos observadores británicos consideraron el abuso de la dipipanona tanto un problema como el abuso de la metadona y el metilfenidato, con algunos adictos recibiendo sus suministros legalmente por parte de los médicos. Muy poco se ha oído hablar de la sustancia desde entonces, sin embargo.

## Uso durante el embarazo y la lactancia
El potencial de defectos de nacimiento es desconocida. Las autoridades no están seguros si el fármaco se excreta en la leche de una madre lactante, pero creen que el nivel podría ser tan bajo como para causar ningún daño al bebé. Un bebé puede nacer dependiente de la droga si la madre ha venido utilizándola durante el último trimestre del embarazo.

## Interacciones con otras drogas
La dipipanona pueden interactuar gravemente con inhibidores de la monoaminooxidasa (IMAO), que son sustancias que se encuentran en algunos antidepresivos y otros medicamentos.